# Kerstin Thorvall
Kerstin Hilma Margareta Thorvall, född 12 augusti 1925 i Eskilstuna, död 9 april 2010 i Stockholm, var en svensk författare, illustratör och journalist, verksam under andra halvan av 1900-talet. Hon debuterade som skönlitterär författare med tonårsboken Boken till dig 1959, förnyade barn- och ungdomslitteraturen.
Som författare av böcker för vuxna uppmärksammades Thorvall för de gränsöverskridande Det mest förbjudna och När man skjuter arbetare, där den senare belönades med Moa Martinson-priset. Thorvall var även en stridbar debattör och kåsör som gjorde sin röst hörd inom såväl veckopress som dagspress.

## Biografi

### Tidiga år och 1950-talet
Kerstin Thorvall föddes 1925 i Eskilstuna. Hennes mor, Thora Thorvall (född Christiansson), var utbildad småskollärarinna och hennes far, Åke Thorvall, arbetade som läroverksadjunkt. Thorvall var också halvbrorsdotter till Dagny Thorvall. Farfadern Hans Oskar Thorvall, som var kyrkoherde i Fläckebo församling i Västmanland, antog namnet Thorvall på 1800-talet. 
Äktenskapet mellan dem var långt ifrån lyckligt, bland annat på grund av den bipolära sjukdom som fadern diagnosticerades med när han var 17 år och som gjorde att han vid upprepade tillfällen kom att vårdas på mentalsjukhus och andra vårdinrättningar. Modern präglades i sin tur av sin kyrkliga uppfostran som stod i skarp kontrast till faderns mer utlevande sexuella natur. Den pacifistiske faderns psykiska problem hade förvärrats av Ådalshändelserna 1931 och den nazivänliga miljön i Sollefteå, där familjen bodde sedan Åke Thorvall 1931 tillträtt som adjunkt vid stadens samrealskola.
I sin litterära gärning återkom Kerstin Thorvall ständigt till sin barndom och sin relation till föräldrarna, särskilt modern som i ljuset av sin starka religiösa övertygelse skildras som konservativ, sträng, kysk och dömande. Inte minst det faktum att fadern dog som 47-åring (1936, i hjärtinfarkt, när Kerstin var elva år gammal) kom att utgöra ett trauma som Kerstin Thorvalls författarskap ständigt återvänder till. Efter faderns död flyttade änkan och den elva år gamla dottern till Eskilstuna.
Redan som liten utmärkte sig Thorvall genom sin stora begåvning i teckning. Som åttaåring började hon tjata på föräldrarna om att hon ville bli modetecknare, medan fadern föreslog en karriär som konsthistoriker. Efter studentexamen 1945 på Uppsala högre elementarläroverk för flickor genomgick hon mellan 1945 och 1947 dock en utbildning i modeteckning vid Anders Beckmans skola i Stockholm. Detta var början till en framgångsrik karriär som illustratör och frilansande modetecknerska – och senare kåsör och krönikör – med uppdragsgivare som Veckorevyn och Damernas Värld. I den förra tidningen skrev hon krönikor och för den senare bevakade hon årligen filmfestivalen i Cannes. Bland annat illustrerade hon flera av Astrid Lindgrens böcker. Den första var Kalle Blomkvist och Rasmus (1953). Detta samarbete blev början på en lång vänskap mellan henne och Astrid Lindgren, som hon kom att se som ett slags extramamma.
Fram till början av 1960-talet arbetade Thorvall som modeillustratör. Även senare verkade hon som illustratör av egna och andras barnböcker, parallellt med eget skrivande.

### Från barn- till vuxenböcker
Sin debut som författare gjorde Thorvall som barn- och ungdomsförfattare med Förstå mig (1957), som hon skrev tillsammans med psykologen Gustav Jonsson (Skå-Gustav). Med böcker som Boken till dig (1959) och Andra boken till dig (1965) förnyade hon flickboksgenren. I sina barnböcker, som de om Gunnar (1967, 1968 och 1970), bröt hon medvetet med den barnlitterära traditionens didaktiska inriktning och etablerade ett tilltal som effektivt jämnade ut nivåskillnaden mellan vuxen och barn.
Till skillnad från äldre barnlitteraturs sagoskimmer utmärkte sig Thorvalls kritikerrosade barnböcker formmässigt genom sin vardagsrealistiska estetik. På ett innehållsligt plan fokuserade de ofta på de problem och konflikter som barn upplever i mötet med vuxenvärlden, men även i relationen till andra barn. Med böcker som Vart ska du gå? Ut (1969) och Vart ska du gå? Vet inte (1975) var hon med och utformade den nya ungdomsroman som växte fram under 1970-talet. I flera av dessa böcker skildrade hon pojkars känsloliv, vilket var ett nytt inslag i den annars äventyrsinriktade pojkbokskulturen.
Vid mitten av 1970-talet lämnade Thorvall barn- och ungdomslitteraturen för att etablera sig som vuxenförfattare. Som i sina barn- och ungdomsböcker tog hon även nu i hög grad utgångspunkt i sina egna erfarenheter, ofta med en tydlig frispråkighet kring sexualitet, förälskelse och åldrande.
Flertalet av hennes verk har en självbiografisk klangbotten, och den självbiografiska dimensionen är mer eller mindre uttalad. Omförhandlingen av författaridentiteten, som skedde vid 52-års ålder, var dock långt ifrån smärtfri. Från sin uppburna position som barn- och ungdomsförfattare kom hon att få utstå mycket kritik, inte minst på grund av att hennes böcker ansågs alltför privata, frispråkiga och självutlämnande. Hennes beskrivning av kvinnan som sexuellt subjekt, i en kultur där kvinnor bara kunde vara "horor" eller "madonnor", provocerade många.

### Det mest förbjudna
Genom sina öppenhjärtiga skildringar av kvinnlig sexualitet, framför allt i den självbiografiskt baserade Det mest förbjudna (1976), som också var en offentlig uppgörelse med modern, väckte hon på 1970-talet moralpanik och hon blev en av Sveriges mest utskällda, men samtidigt mest lästa, författare.
| ”                                 | Jag har ett gediget socialt kulturellt komplex. En modetecknerska som blir veckotidningsskribent och barnboksförfattare, redan där blir det konstigt… Men på kultursidorna var dom mer toleranta och jag fick mycket beröm för mina insiktsfulla och välskrivna barnböcker... 1976 kom Det mest förbjudna och den anspråkslösa respektabilitet som jag ändå hade gick sönder på en natt och sen har det varit det, sönder, menar jag. … Sammanfattning: I bildade kulturella sällskap känner jag mig som ett ogräs som av misstag kommit in i blomstertäppan. | „ |
| – Kerstin Thorvall, odaterat brev | |   |

Det mest förbjudna, som tog sju år att skriva och mycken skrivarvånda, innebar Thorvalls genombrott som vuxenlitterär författare. Det var en bok där hon i fiktionens form gick till botten med sin auktoritära, strikt religiösa och sexualfientliga mor och med i samtiden tabubelagda ämnen gällande kvinno- och modersrollen och inte minst den kvinnliga sexualiteten. Bokens Anna lever ett utsvävande liv kantat av otrohet och en mängd sexuella relationer med olika (ofta yngre) män. När Det mest förbjudna gavs ut möttes den av massiv kritik på kultursidorna, men samtidigt lockade den en stor mängd läsare.
Det mest förbjudna anses vara ett viktigt verk i den så kallade bekännelselitteraturen. Hennes skildring av kvinnans sexuella frigörelse till trots vann hon ingen framgång hos den feministiska vänstern, då hon ansågs sakna politiskt perspektiv. Även inom 1970-talets feministiska kvinnorörelse uppmanades kvinnor att som Thorvall skriva sina liv, men den här berättelsen sågs som alltför privat. Trots – och till viss del på grund av kritiken och den skandalstämpel som Kerstin Thorvall fick som författare – kom dock Det mest förbjudna att bli en kommersiell succé.
Numera brukar boken anföras som typexempel på den så kallade kvinnliga bekännelselitteraturen under 1970-talet. Personligen identifierade sig Thorvall aldrig som feminist och hon kämpade hårt för att få lov att vara sig själv.

### Det senare författarskapet
Thorvall var under slutet av 1970-talet och hela 1980-talet mycket produktiv, men det dröjde dock 1993, när första boken i Signe-trilogin gavs ut, innan hon fick ett verkligt litterärt erkännande. Fram till dess hade hon låtit publicera sig i många genrer. Hon hade skrivit och gett ut debattböcker, kåserier och diktsamlingar, som alla fått ett blandat mottagande. I brist på acceptans i Sverige flyttade hon ett tag till Frankrike.
Den memoarliknande Signe-trilogin var dock ett mer ambitiöst litterärt projekt. Som i Det mest förbjudna och Oskuldens minut (1977), var det emellertid även här den egna livsberättelsen som turnerades i mer eller mindre fiktiv form. Den första delen, När man skjuter arbetare (1993), tog sin utgångspunkt i föräldrarnas äktenskap och belönades 1994 med det prestigefyllda Moa-priset. I den andra delen, I skuggan av oron (1995), återvände Thorvall som så många gånger förr till frågor om moderskapet och relationen till sin egen mor efter faderns traumatiska bortgång. I den tredje och avslutande delen, Från Signe till Alberte, (1998), vände hon blicken mot den egna modersrollen (hon var gift med konstnären Lars Erik Falk) och öste ur sina erfarenheter av att vara mor till tre pojkar.
Under denna tid var hon i perioder frånvarande från familjelivet på grund av depressioner och andra psykiska problem. 2001 kom Nödvändigheten i att dansa, en bok där Thorvall beskriver hur dansen hjälpt henne under livets många depressioner.
Thorvalls sista bok blev Upptäckten (2003), som har beskrivits som en lägesrapport från dagens åldringsvård, och centrerades kring erfarenheterna av att vara ett av hemtjänstens "ärenden". Boken skrevs när hon närmade sig åttio års ålder, och i den skärskådade hon kritiskt åldringsvården och synen på äldre i 2000-talets Sverige. Den kan därmed sägas vara utmärkande för hur hon i sitt författarskap konfronterade upplevda orättvisor både på ett personligt och mer allmänt plan.
2005 utgavs en samlingsvolym med Thorvalls poesi, Jag är en grön bänk i Paris. Materialet i boken är skrivet mellan 1965 och 1991 och tar upp samma teman som i hennes romaner – utsiktslös förälskelse, otrohet, sex och åldrandets problem. Dikterna är för det mesta korta och kännetecknas av författarens motstånd mot att behöva anpassa sig till andras fördomar och förväntningar.

### Andra aktiviteter och sista år
Under 2000-talet var Thorvall verksam som kolumnist i tidningen Aftonbladet.
Mot slutet av sitt liv drabbades hon av demens och levde sina sista år på ett äldreboende. Hon avled 2010 i Stockholm, efter en kort tids sjukdom. Kerstin Thorvall ligger begraven i Fläckebo i Västmanland, där även hennes föräldrar vilar.

## Familj och relationer
Första gången var hon gift 1948–1959 med konstnären Lars Erik Falk (född 1922) och fick tre söner: författaren Hans Falk (född 1949), Johan Falk (född 1953) och konstnären Gunnar Falk (född 1955). Genom sonen Hans blev hon farmor till gitarristen Mårten Falk. Under denna tid kallade hon sig Thorvall-Falk. Falk har i sin bok ”Liv/Konst” (2008) skildrat deras äktenskap.
Andra gången var hon gift 1961–1971 med art director Per Engström (1920–2018) och fick sonen Anders Engström (född 1962), som är ordförande i bolaget Det mest förbjudna AB som förvaltar rättigheterna till Thorvalls författarskap. Thorvalls söner skänkte sin mors samtliga manuskript, dagböcker, fotografier och pressklipp, med mera, till Kungliga Biblioteket. Under denna period använde hon namnet Thorvall-Engström.
Tredje gången var hon gift 1974–1978 med James Walsh (född 1950).

## Renommé och Thorvall i kulturen
Som äldre blev Kerstin Thorvall alltmer uppmärksammad och erkänd. Utöver Moa-priset fick hon en mängd andra priser, bland annat Ivar Lo-Johanssons personliga pris. Men hon lyckades även fortsättningsvis provocera, som genom utgivningen av Jag minns alla mina älskare och hur de brukade ta på mig (2000).
Hennes liv har också kommit att fascinera efter hennes död 2010. År 2013 gavs en omfångsrik biografi om Thorvall ut, signerad författaren och kulturjournalisten Beata Arnborg. I boken presenteras en envis arbetsnarkoman som var "begåvad, krävande, humoristisk och självupptagen", en person som kunde döva sin skrivångest med sex eller psykofarmaka. Hon lockade kvinnliga läsare men accepterades inte av 1970-talets feminism och flyttade till slut till Frankrike.
2016 visade Sveriges Television en fri bearbetning av Det mest förbjudna i tre delar, regisserad av Tova Magnusson-Norling. I likhet med boken kom TV-serien att väcka en hel del debatt.
Boken Lilla du och jävla jag av Johan Wensheim (född 1977) handlar om författarens romans med Thorvall.

## Verk

### Filmografi
- 1975 – Maria (manus, efter de egna böckerna I stället för en pappa och Hur blir det sen då)

#### TV
- 1965 – Den nya kvinnan (manus)
- 1998 – Tête-à-tête
- 2000 – Stina om...

## Priser och utmärkelser
- 1966 – Litteraturfrämjandets stipendiat
- 1968 – Litteraturfrämjandets stipendiat
- 1977 – Astrid Lindgren-priset
- 1994 – Moa-priset
- 1996 – Årets författare (SKTF)
- 1996 – Knut V. Pettersson-stipendiet
- 1999 – Hedenvind-plaketten
- 2004 – Ivar Lo-Johanssons personliga pris
- 2006 – Stockholms stads hederspris